# Miamitown (Ohio)
Miamitown é um lugar designado pelo censo localizado no condado de Hamilton no estado estadounidense de Ohio. No Censo de 2010 tinha uma população de 1.259 habitantes e uma densidade populacional de 355,6 pessoas por km².

## Geografia
Miamitown encontra-se localizado nas coordenadas 39° 12′ 50″ N, 84° 42′ 48″ O. Segundo o Departamento do Censo dos Estados Unidos, Miamitown tem uma superfície total de 3.54 km², da qual 3.48 km² correspondem a terra firme e (1.76%) 0.06 km² é água.

## Demografia
Segundo o censo de 2010, tinha 1.259 habitantes residindo em Miamitown. A densidade populacional era de 355,6 hab./km². Dos 1.259 habitantes, Miamitown estava composto pelo 96.35% brancos, 0.48% eram afroamericanos, 0.16% eram amerindios, 0% eram asiáticos, 0% eram insulares do Pacífico, 1.27% eram de outras raças e o 1.75% pertenciam a duas ou mais raças. Do total da população 3.34% eram hispanos ou latinos de qualquer raça.